# El color de la pasión
 (avril 2020).
Si vous disposez d'ouvrages ou d'articles de référence ou si vous connaissez des sites web de qualité traitant du thème abordé ici, merci de compléter l'article en donnant les références utiles à sa vérifiabilité et en les liant à la section « Notes et références ».
El color de la pasión (en français: La couleur de la passion) est une telenovela mexicaine diffusée entre le 17 mars 2014 et le 31 août 2014 sur Canal de las Estrellas.

## Synopsis
Première période :
Adriana Murillo de Gaxiola est mariée à Alonso Gaxiola, propriétaire de l’usine Talavera à Puebla. Magdalena et Rebeca, les sœurs d'Adriana, vivent avec eux puisqu'elles sont orphelines. Alonso et Adriana ont un mariage solide, où tout semble merveilleux, car ils ne réalisent toujours pas que Rebeca est une femme capricieuse et envieuse, mais avec assez d'intelligence pour passer devant tout le monde en tant que "véritable ange", seule Magdalena connaît le cœur farouche de sa jeune sœur et soupçonne ses intentions.
Rebeca a toujours été secrètement amoureuse d'Alonso et pour cela, elle envie profondément sa sœur; ce sentiment se transforme en haine lorsqu'elle apprend que bientôt Adriana deviendra mère. En revanche, Magdalena vit une tragédie, car son petit ami disparaît le jour de leur mariage. Bien entendu, derrière cet événement, il y a le mal que sème déjà Rebeca. Et sans pouvoir faire face à la situation, elle se retire dans un couvent.
Le destin d'Alonso et d'Adriana changera pour toujours lorsqu'une discussion entre Adriana et Rebeca se terminera par un terrible accident dans lequel Adriana perd la vie, mais le bébé a survécu au drame, une belle fille nommée Lucia vient de naître.
Deuxième période :
Rebeca et Alonso sont mariés et sont les parents d'une fille, Nora, une jeune femme déséquilibrée, envieuse et égoïste, qui s'est toujours sentie moins mise en avant que sa sœur et veut tout ce qu'elle a. En outre, Rebeca est plus qu'une tante, elle est la mère de Lucia. Même si au fond elle la déteste pour être la preuve vivante du grand amour qui a existé entre sa sœur Adriana et Alonso, cette frustration conduit Rebeca à avoir des milliers d'amoureux, dont Federico Valdivia Fuentes, un jeune homme beaucoup plus jeune qu’elle et qui est tellement obsédé par Rebeca, qu'il se suicide devant elle quand elle le quitte.
Lucia est une jeune femme noble, douce et enjouée qui est sur le point d'épouser Rodrigo Zúñiga, son petit ami de longue date, mais elle n'imagine pas que la méchanceté de sa sœur Nora est sur le point de la détruire. Nora parvient à coucher avec Rodrigo et Rodrigo se sent contraint de laisser Lucia plantée devant l'autel. Après cet événement, Lucia se retrouve dans une profonde dépression.
Marcelo Escalante Fuentes, le frère de Federico, arrive à Puebla pour se venger de la femme pour qui son frère s'est suicidé, mais sera surpris d'apprendre que la femme qu'il recherche, Adriana Murillo, est décédée. Cela le conduit à entrer dans la famille Gaxiola-Murillo. C’est là qu’il rencontre Lucia, dont il commence à tomber amoureux, sans s’imaginer qu’elle est la nièce de Rebeca, la femme qu’il recherche et pour qui son demi-frère s’est suicidé, mais les choses ne seront pas si faciles pour Marcelo, car Lucia ne veut pas et ne sait rien de l'amour après le traumatisme qu’elle a vécu le jour de son mariage.
Marcelo réussit à faire que Lucia tombe amoureuse de lui et pour des raisons de sort, ils sont à nouveau séparés mais ils vont se battre pour rester ensemble et surmonter tous les obstacles, en particulier Nora, Rebeca, Amador, l'ex-beau-père de Lucía qui déteste Marcelo et pour faire son triompher l’amour ;
C'est une histoire où l'amour devra lutter contre le mal, l'envie, les intrigues, la vengeance et les secrets du passé, pour pouvoir triompher et peindre l'amour avec " La couleur de la passion ".

## Distribution
- Esmeralda Pimentel : Lucía Gaxiola Murillo
- Erick Elías : Marcelo Escalante Fuentes
- Claudia Ramírez : Dona Rebeca Murillo Rodarte de Gaxiola †
- René Strickler : Don Alonso Gaxiola Beltrán †
- Eugenia Cauduro : Magdalena Murillo Rodarte
- Helena Rojo : Milagros Fuentes de Valdivia
- Arcelia Ramirez : Sara Ezquerra
- Ximena Romo : Nora Gaxiola Murillo †
- Moisés Arizmendi : Amador Zúñiga Montoya
- Natalia Guerrero : Daniela Suárez Molina
- Mariano Palacios : Rodrigo Zúñiga Roldán
- Montserrat Marañón : Brígida Roldán de Zúñiga
- Pablo Valentín : Mario Hernández
- Eduardo España : Eduardo "Lalo" Barragán
- Gloria Izaguirre : Teresa "Tere"
- Arturo Vázquez : Vinicio Garrido
- Marcela Morett : Norma "Normita"
- Luis Couturier : Nazario Treviño
- Patricia Reyes Spíndola : Trinidad "Trini" de Treviño
- Ilse Ikeda : Leticia "Lety" Ezquerra
- Mauricio Abularach : Sergio Mondragón
- Roberto Blandón : Alfredo Suárez
- Luis Gatica : Ricardo Márquez †
- Marcia Coutiño : Ligia Cervantes
- Javier Jattin : Román Andrade
- Isaura Espinoza : Clara Rosales Buena
- Angelina Peláez : Rafaela Osuna
- Andrés Almeida : Père Samuel
- Nuria Bages : Aída Lugo
- Edsa Ramirez : Gloria Parra
- Harold Azuara : Benito Rosales
- Alfonso Dosal : Federico Valdivia Fuentes †
- Maribé Lancioni : Lorena
- Eduardo MacGregor : Père Santiago
- Luis Fernando Peña : Ruperto
- Ariadne Diaz : Adriana Murillo Rodarte de Gaxiola †
- Michelle Renaud : Rebeca Murillo Rodarte (jeune) †
- Ana Isabel Torre : Magdalena Murillo Rodarte (jeune)
- Horacio Pancheri : Alonso Gaxiola Beltrán (jeune)
- Rodrigo Massa : Amador Zúñiga Montoya (jeune)
- Fernanda Arozqueta : Brígida Roldán de Zúñiga (jeune)
- Claudio Roca : Mario Hernández (jeune)
- Ramón Valera : Ricardo Márquez (jeune)
- Nuria Gil : Clara Rosales Buena (jeune)

## Diffusion internationale
| Pays ou Région  | Télédiffuseur                          | Titre                 | Série première   | Série finale |
| --------------- | -------------------------------------- | --------------------- | ---------------- | ------------ |
| Mexique         | Canal de las Estrellas                 | El color de la pasión | 17 mars 2014     | 31 août 2014 |
| Amérique latine | Canal de las Estrellas Amérique latine | El color de la pasión | 17 mars 2014     | 31 août 2014 |
| Europe          | Canal de las Estrellas Europe          | El color de la pasión |                  |              |
| Chili           | La Red                                 | El color de la pasión | 10 novembre 2014 | 2 mars 2015  |

### Sources
- (en)/(es)/(pt) Cet article est partiellement ou en totalité issu des articles intitulés en anglais « The Color of Passion » (voir la liste des auteurs), en espagnol « El color de la pasión » (voir la liste des auteurs) et en portugais « El color de la pasión » (voir la liste des auteurs).